# 小作浄水場
小作浄水場（おざくじょうすいじょう、英称 Ozaku Purification Plant）は、現在の東京都羽村市小作台にある東京都水道局の浄水場。

## 概要
1970年（昭和45年）6月1日竣工。原水は多摩川表流水から引き入れた。小作浄水場は第2次利根川系水道拡張事業の一環として、三多摩地区給水の為に築造されたものである。用地買収にてこずり、用地利用の制約上から施設はかなり窮屈なつくりになっており、小型の浄水場であると言えよう。正式部署名は東京都水道局東村山浄水管理事務所小作浄水場である。

## 小作浄水場誕生の経緯

### 水不足が深刻化する三多摩地区
三多摩地区は17市13町2村で形成されており、上水道はこれら自治体ごとに独立して水道事業または簡易水道事業の経営を行っていた。1926年（大正15年）に八王子市、青梅市の両市でが水道事業の認可をはじめとして現在では三多摩地区全域で上水道が急速な普及を見せていた。
1963年（昭和38年）現在、給水人口は856,000人に及び、給水普及率は64.1%に達し、1日の最大配水量は224,000m3で、1960年（昭和35年）から僅か3年間で約2.3倍もの増加傾向を記録した。この他、工場等で使用されている用水が1日当たり173,000m3あるので、合計して1日当たり397,000m3供給している事になる。これら上水及び工業用水の水源の大部分を井戸からポンプで揚水した地下水に依存していたが、人口の急激な増加に伴って市町村と進出してきた工場事業者によって深井戸が乱掘された為、元々低かった三多摩地区の地下水位が低下して揚水量が減少を続け、更に乱掘を重ねて枯渇寸前まで追い込まれるという悪循環に陥った。これは現在の発展途上国で見られる現象である。特に都市化が著しい北多摩地区の一部と町田市に於いては急増する水需要に対して給水が追いつかないという最悪の状況になっていた。
当時の日本は過渡的な不況期を除いて急激な右肩上がりの高度経済成長時代に突入しており、1964年（昭和39年）10月開催の東京オリンピックや東京大渇水を見た東京都水道局では区部から三多摩地区に新天地を求めた人や産業が一気に流入し、上水及び工業用水の需要は今後爆発的に増加するであろうと予想していた。また上水や工業用水の需要増大に対しては水源確保が前提となったのであるが、地域内河川は既に開発され尽くしているうえ、もはやこれ以上地下水に依存することは不可能で一刻の猶予も許されないと考えていた。

### 三多摩地区対策連絡協議会の発足
三多摩地区に於ける深刻な事態に直面した東京都水道局では市町村の区域を越えた行政上の問題として解決する為に、区部、三多摩地区を通じて将来の水需要の増大で不足する水量を新たに利根川水系から求めるべく建設省等と折衝を続ける一方で、具体策について東京都水道局と三多摩地区市町村と連絡協議する為に昭和38年9月『三多摩地区給水対策連絡協議会』を発足させた。この結果、三多摩地区に於ける将来の計画給水量、不足水量の充足方針、送水計画、事業主体、費用負担の原則等について基本的事項を策定し、昭和45年度完成を目途にした。

### 事業計画のあらまし
当事業は昭和45年度に於ける三多摩地区水道用水の不足分683,000m3を充足する為に東京都水道局が市町村水道に対し浄水を分水する。水源確保については区部用水の不足分に加えてかねてより国に対して充足方を要望してきたところだが、その結果、1964年（昭和39年）2月の水資源開発審議会に於いて1970年（昭和45年）を目途とする利根川水系需要計画いわゆる『利根川FP（利根川フルプラン）』が決定され、区部用水として10.7m3/s、三多摩地区用水として8.5m3/sの原水確保の見通しがついたので、東京都水道局は第2次利根川系拡張事業を計画し、東村山浄水場が取水する多摩川水系の原水のうち3.5m3/s分を小作浄水場に振り替えることになった。

### 小作浄水場の地理的条件
浄水場用地は1921年（大正10年）の村山貯水池築造の際、川砂採取場として発足し、その後小河内ダム築造まで活躍した。ダム完成後は1962年（昭和37年）まで小作砕石工場として東京都財務局が引き継いだ。その後、多摩川砂利採取規制により東京都財務局小作砕石工場が廃止され、以降は浄水場予定地として着工までの材料置場として使用してきた。浄水場は多摩川上流の左岸の台地、東京都西多摩郡羽村町羽1849にあり、各市町への分水は相当の水量まで自然流下方式が可能な絶好のポジションを占めていた。自然流下方式は高所から低地までの標高差による重力を利用して流体を落下させる方式なので送配水ポンプが不要で停電事故にも強いメリットがある。国鉄青梅線小作駅からも近く、浄水場職員や下請け作業員らの通勤にも非常に便利であった。

### 浄水場建設反対運動
浄水場建設計画を知らされた羽村町は建設予定地が1965年（昭和40年）5月に国鉄青梅線小作駅から徒歩3分の距離にあり、将来は駅周辺の住居・商業地として有利であり、周辺の昭島市や青梅市と合併をするにしても中心地となり得ること、将来の都市計画の一環として『福生都市計画羽村小作台土地区画整理事業』が予定されている事を理由にして浄水場建設に猛反対した。1966年（昭和41年）4月25日付の朝日新聞記事によれば小作浄水場予定地払下げ申請が提出されていたという。これに対し1965年（昭和40年）10月20日に東京都水道局は当地に建設しなければならない利点を挙げて回答している。その後、再度の折衝と、新都市建設公社の『羽村福生地区土地区画整理事業』申請により、羽村町とは建設合意に至る。

## 小作浄水場の特徴

### 着水井と急速かくはん池
原水を導入する着水井は浄水場用地の制約上の理由から急速かくはん池と一体の構造物に納めた。着水井及び急速かくはん池は清掃時や非常時に備えて二系統に分けられ、片系だけでも運転が出来る様になっている。

### フロック形成池と沈殿池
小作浄水場が都心から離れた交通上の制約から、フロック形成池は故障が少なくメインテナンスが容易で維持費を低く抑えられる様にパドル式かくはん装置や高速沈殿池を避け、上下水平迂流方式を採用している。沈殿池は着水井同様に用地上の制約から滞留時間が大きくする事も出来ないのでウノ式傾斜版式沈降装置を採用している。

### 急速ろ過池
ろ過池は計32池あり、荏原インフィルコ株式会社（現在の株式会社荏原製作所）製のGLF（グリンリーフフィルター）自然平衡型ろ過池（長さ9.10m、幅7.90m、有効水深5.15m、有効容量61.9m3/池）ユニットを採用している。
これは表面洗浄（表洗）は場内給水ポンプ（φ150mm、吐出流量3.1m3/min、揚程50m、電動機出力45kw、2台）及び回転式表面洗浄装置4基を用いるが、逆流洗浄（逆洗）はユニット内の他のろ過池で処理したろ過水を用いるもので、真空サイフォン及び堰を用いた単純で保守管理の容易な優れたシステムである。逆洗工程終了後にスローダウン(SD)及びスロースタート(SS)工程を含めた洗浄制御でクリプトスポリジウムの被害を防いでいる。
通常の洗浄は任意に決定されたろ過池を自動工程で洗浄する様になっている。

## アクセス方法
- 鉄道
  - JR東日本■青梅線小作駅西口下車、徒歩10分。